# Kate Russell (Fußballspielerin)
Kathryn Elizabeth Russell (* 17. Oktober 1989) ist eine US-amerikanische Fußballspielerin, die zuletzt in der Saison 2013/14 beim österreichischen Erstligisten DFC LUV Graz unter Vertrag stand.

## Karriere
Russell begann ihre Karriere beim W-League-Teilnehmer Colorado Rush. In der Saison 2013 stand sie im Kader der NWSL-Franchise der Boston Breakers, kam jedoch zu keinem Ligaeinsatz. Daher wechselte Russell im Juli zum österreichischen Erstligisten DFC LUV Graz, wo sie am 11. August bei einer Heimniederlage gegen den USC Landhaus debütierte. In der Winterpause 2013/14 wechselte sie, ebenso wie ihre Landsfrau Taylor McCarter und die walisische Nationalspielerin Shan Jones, zurück in die USA.